# شسته‌بال‌ها
شسته‌بال‌ها (نام علمی: Rhypopteryx) نام یک سرده از تیره شاپرک‌های خاشاک و راسته پروانه‌سانان است.